# Juan Sáenz de Buruaga
Juan Sáenz de Buruaga (ur. 23 lutego 1707 w Berricano, zm. 14 maja 1777) – hiszpański duchowny rzymskokatolicki, w latach 1768-1777 arcybiskup Saragossy.

## Życiorys
14 czerwca 1762 został mianowany biskupem Lugo. Sakrę biskupią otrzymał 21 września 1762. 25 stycznia 1768 otrzymał nominację na arcybiskupa Saragossy.